# Jordi Prat i Coll
Jordi Prat i Coll (Girona, 1975) és un dramaturg, traductor i director de teatre.
Llicenciat en comunicació audiovisual per la Universitat Pompeu Fabra i arts escèniques per l'Institut del Teatre (Premi extraordinari, 2002), de les seves obres escrites destaquen Carrer Hospital amb Sant Jeroni, Obra vista, De quan somiava i M'hauríeu de pagar. Totes elles s'han pogut veure en muntatges teatrals dirigits per ell mateix. Però la seva feina de director escènic no es limita als seus propis textos, si no en escenificacions d'obres d'altres autors com, per exemple, El público de Federico García Lorca (2002), Vespres de la Beata Verge d'Antonio Tarantino (2012), Els tres aniversaris (2017) i Els jocs florals de Canprosa de Santiago Rusiñol (2018). Aquests i d'altres muntatges han tingut molt bona acollida tant de públic com de crítica i han guanyat diferents guardons i reconeixements. De la seva faceta de traductor podem destacar les traduccions de textos d'autors teatrals contemporanis com Caryl Churchill i Copi o de més clàssics com Noël Coward.
El gener del 2019 va rebre el Premi Ciutat de Barcelona 2018.

## Obra

### Com a dramaturg[8]
- Carrer Hospital Sant Jeroni. (2000, publicada a la col·lecció "El Galliner" d'Edicions 62).
- Obra vista (2005)
- M'he llegit (2007)
- La festa (2009)
- De quan somiava (2013)
- Requiem for Evita (2017)
- M'hauríeu de pagar (2020, publicada a Comanegra)
- Fàtima (2022)

### Com a director teatral[9]
- El público, de F. G. Lorca (2002, Institut del Teatre)
- Lluny, de Caryl Churchill (2003, Sitges Teatre Internacional)
- Eva Perón, de Copi (2004, Teatre Lliure)
- Obra vista (2005, Sala Beckett)
- Una còpia, de Caryl Churchill (2007, Teatre Lliure)
- Pensaments escrits al caure de les fulles, d'Ayub Kan-Din (2007, Temporada Alta)
- Vides privades, de Noël Coward (2008, Temporada Alta)
- La festa (2009, Temporada Alta)
- A porta tancada, de Jean-Paul Sartre (2010, Sala Atrium)
- Lola la comedianta, de F. G. Lorca (2010, Temporada Alta)
- L'armari en el mar, de Joan Brossa i J. M. Mestres Quadreny (2010, Auditori de Barcelona)
- Songs of wars I have seen, de Heiner Goebbles (2010, Auditori de Barcelona)
- Mon Brel (2011, Sala La Planeta)
- Hamlet-Laforgue, de Jules Laforgue (2011, Sala Atrium)
- Quartett, de Heiner Müller (2011, Sala Atrium)
- Vespres de la Beata Verge, d'Antonio Tarantino (2012, Sala Beckett)
- De quan somiava (2013, Sala Atrium)
- Liceistes i cruzados, de Serafí Pitarra (2014, Teatre Nacional de Catalunya)
- Blau, de Ferran Joanmiquel (2015, Sala Beckett)
- La fortuna de Sílvia, de Josep M. de Sagarra (2016, TNC)
- Els tres aniversaris, de Rebekka Kricheldorf (2017, La Villarroel)
- Requiem for Evita (2018, Escenari Brossa)
- Els Jocs Florals de Canprosa, de Santiago Rusiñol (2018, TNC)
- La Rambla de les Floristes, de Josep M. de Sagarra (2019, TNC)
- M'hauríeu de pagar (2020, Temporada Alta)
- Fàtima (2022, Teatre Lliure de Gràcia)
- For Evita. Una astracanada musical (2023, Festival Grec)
- Els Criminals, de Ferdinand Bruckner (2024, TNC)

## Premis i reconeixements[calcitació]
- 2000: Premi Recull per Carrer Hospital amb sant Jeroni.
- 2007: Premi Butaca a Millor espectacle de petit format per Una còpia.
- 2018: Premi Millor Musical Teatre de Barcelona per Requiem for Evita.
- 2018: Premi Ciutat de Barcelona per Els jocs florals de Canprosa.[10]
- 2018: Premi Max a Millor adaptació per Els jocs florals de Canprosa.
- 2018: Premi de la Crítica a Millor direcció per Els jocs florals de Canprosa.